# Guilty Conscience
"Guilty Conscience" é uma canção do rapper Eminem, com o seu mentor Dr. Dre, lançada em 1999. Este foi o terceiro e último single de seu álbum de estreia, The Slim Shady LP, que também foi lançado nesse ano. A canção era originalmente um freestyle entre Dr. Dre e Eminem, e ajudou a formar o seu estilo musical.

## Paradas musicais
| Tabela (1999)                                  | Melhor posição |
| ---------------------------------------------- | -------------- |
| Alemanha Media Control Charts                  | 40             |
| Estados Unidos Billboard Hot R&B/Hip-Hop Songs | 56             |
| França SNEP                                    | 97             |
| Países Baixos Dutch Top 40                     | 22             |
| Irlanda Irish Singles Chart                    | 7              |
| Suécia Sverigetopplistan                       | 25             |
| Reino Unido UK Singles Chart                   | 5              |